# سرسوره (سیب و سوران)
سرسوره، روستایی در دهستان سرسوره بخش پسکوه شهرستان سیب و سوران در استان سیستان و بلوچستان ایران است. این روستا، مرکز دهستان سرسوره است. قنات سرسوره منطقه پسکوه از پرآب‌ترین قنوات شهرستان سیب و سوران است.

## جمعیت
بر پایه سرشماری عمومی نفوس و مسکن در سال ۱۳۹۵، جمعیت این روستا برابر با ۲٬۳۱۳ نفر (۵۷۷ خانوار) بوده است.